# Maria Wilhelmina von Auersperg

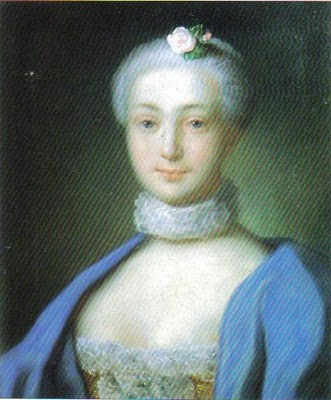
Maria Wilhelmina von Auersperg

Maria Wilhelmina von Auersperg, geborene Gräfin von Neipperg (* 30. April 1738; † 21. Oktober 1775) war eine Hofdame Maria Theresias und eine angebliche Mätresse des römisch-deutschen Kaisers Franz I. Stephan. 

## Leben

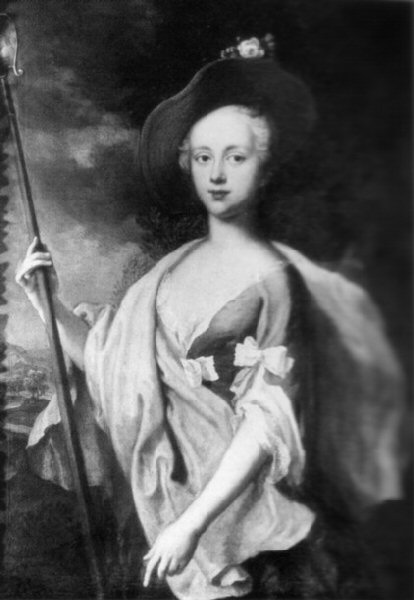
Maria Wilhelmina von Auersperg

Sie wurde als Tochter des Grafen Wilhelm Reinhard von Neipperg und der Gräfin Maria Franziska Theresia von Khevenhüller-Frankenburg geboren. Väterlicherseits war sie Enkelin von Eberhard Friedrich, Freiherr von Neipperg, und Margareta Lucretia von Hornberg und mütterlicherseits von Franz Ferdinand Anton, Graf Khevenhüller-Frankenburg, und Maria Theresia, Freiin von Lubetich und Chapelot. Marias Vater war seit 1723 ein Erzieher und später ein guter Freund des Kaisers Franz I. Stephan.
Ihr Vater stellte sie mit 16 Jahren bei Hof vor, wo sie aufgrund ihrer außergewöhnlichen Schönheit und ihres natürlichen, liebenswürdigen Wesens Aufsehen erregte. So wurde sie bald „la belle Princesse“ genannt, wobei ihre schönen Hände besonders gelobt wurden. Sie wurde eine Hofdame der Kaiserin Maria Theresia und lebte auf Schloss Schönbrunn. Dort weckte sie die Aufmerksamkeit des Kaisers. Im April 1756 (nach anderen Quellen schon 1755) heiratete Maria Wilhelmina (angeblich auf Befehl von Maria Theresia) den verwitweten Fürsten Johann Adam von Auersperg. Das Paar lebte danach im Palais Auersperg in Wien. Sie hatte mit Johann Adam keine eigenen Nachkommen, kümmerte sich aber um sein Kind aus erster Ehe. Gerüchte, sie sei die Mätresse des 30 Jahre älteren Kaisers gewesen, wurden nie bestätigt.
Sie begleitete 1765 den Kaiser zu der Hochzeit seines Sohnes Leopold mit der spanischen Infantin Maria Luisa in Innsbruck, wo er plötzlich verstarb. Nach Franz Stephans Tod zog sich Wilhelmina immer mehr ins private Leben zurück und starb am 21. Oktober 1775 erst 37-jährig. Joachim Wilhelm von Brawe widmete ihr sein Trauerspiel „Brutus“.